# Sollumsåns dalgångs naturreservat
Sollumsåns dalgångs naturreservat är ett naturreservat i Lilla Edets kommun i Västra Götalands län.
Naturreservatet bildades 2021 och omfattar 31 hektar. Det ligger norr om Hjärtum består av nedre delen av Sollerumsån med omgivandebranter med lummiga lövskogar och kuperade betesmarker.